# Sondereigentum
Sondereigentum ist nach dem deutschen Wohnungseigentumsrecht ein dem Eigentum weitgehend gleichgestelltes Eigentumsrecht an einer Wohnung (Wohnungseigentum, auch Eigentumswohnung genannt), an sonstigen nicht zu Wohnzwecken dienenden Räumen (Teileigentum) sowie an Pkw-Stellplätzen oder an außerhalb des Gebäudes liegenden Teilen des Grundstücks.

## Allgemeines
Gemeinschaftseigentum und Sondereigentum mit dem Teileigentum oder Wohnungseigentum sind spezifische Rechtsbegriffe, die durch das im März 1951 in Kraft getretene Wohnungseigentumsgesetz (WEG) eingeführt wurden. Innerhalb des Grundstücksrechts repräsentiert das WEG so genannte grundstücksgleiche Rechte, die rechtlich genauso wie ein Grundstück behandelt werden. Das Sondereigentum umfasst als Oberbegriff das Wohnungs- und Teileigentum. Das Sondereigentum kann nicht nur an Wohnungen, sondern auch an nicht zu Wohnzwecken dienenden Räumen (z. B. Geschäftsräumen, Werkstätten, Lagerräumen, Arztpraxen usw.) bestehen.

## Rechtsfragen
Gemäß § 1 Abs. 1 WEG kann an Wohnungen das Wohnungseigentum, an nicht zu Wohnzwecken dienenden Räumen das Teileigentum begründet werden. Wohnungseigentum ist nach § 1 Abs. 2 WEG das Sondereigentum an einer Wohnung in Verbindung mit dem Miteigentumsanteil an dem Gemeinschaftseigentum, zu dem es gehört. Teileigentum ist gemäß § 1 Abs. 3 WEG das Sondereigentum an nicht zu Wohnzwecken dienenden Räumen in Verbindung mit dem Miteigentumsanteil an dem Gemeinschaftseigentum, zu dem es gehört. Gemeinschaftseigentum sind – neben Wohnungseigentum und Teileigentum – das Grundstück sowie die Teile, Anlagen und Einrichtungen des Gebäudes (etwa das Treppenhaus), die nicht im Sondereigentum oder im Eigentum eines Dritten stehen (§ 1 Abs. 5 WEG). Das Gemeinschaftseigentum ist deshalb als den übrigen Eigentumsarten übergeordnet anzusehen.
Nach § 2 WEG kann das Wohnungseigentum (und damit auch das Sondereigentum als sein untrennbarer Bestandteil) nur durch Vertrag aller Miteigentümer eines Grundstücks nach § 3 WEG oder durch Teilung (Teilungserklärung) durch den alleinigen Eigentümer des Grundstücks nach § 8 WEG begründet werden.
Der Gegenstand des Sondereigentums ist in § 5 WEG geregelt. Der konkrete Umfang des Sondereigentums ist in der Regel genau in der Teilungserklärung definiert. Zum Sondereigentum gehören im Allgemeinen die Räume der Wohnung (einschließlich Bodenbeläge, Tapeten, Einbaumöbel, nicht tragende Wände innerhalb der Wohnung und Sanitärinstallationen) sowie ggf. noch weitere Räume außerhalb der abgeschlossenen Wohnung wie Kellerraum und Dachboden. Da die Unterscheidung zwischen Sondereigentum und Gemeinschaftseigentum letztlich kostenmäßig sehr hohe Auswirkungen haben kann (§ 16 Abs. 2 WEG), ist eine genaue Definition sinnvoll, z. B. ab wann die Abwasserrohre noch zum Sondereigentum gehören und ab wann zum Gemeinschaftseigentum.
Sondereigentum ist im Sinne des § 903 BGB echtes Eigentum, es unterliegt jedoch wegen der anderen Wohnungseigentümer bestimmten Beschränkungen. Das Miteigentum an einem Grundstück kann durch Vertrag der Miteigentümer in der Weise beschränkt werden, dass jedem der Miteigentümer abweichend von § 93 BGB das Sondereigentum an einer bestimmten Wohnung oder an nicht zu Wohnzwecken dienenden Räumen in einem auf dem Grundstück errichteten Gebäude eingeräumt wird. Dazu ist gemäß § 3 Abs. 3 WEG und § 7 Abs. 4 Nr. 2 WEG eine Abgeschlossenheitsbescheinigung erforderlich, wonach eine bauliche Abgeschlossenheit hinreichend vorhanden sein muss.
Zum Gemeinschaftseigentum gehören stets die gesamten tragenden Teile des Gebäudes, Treppenhaus, Dach, Fenster sowie alle Anlagen und Einrichtungen, die dem gemeinschaftlichen Gebrauch der Wohnungseigentümer dienen (§ 5 Abs. 2 WEG). Diese sind zwingend gemeinschaftliches Eigentum aller Wohnungseigentümer. Es entsteht unter anderem kein Sondereigentum, wenn eine völlig geänderte Bauausführung zur Folge hat, dass die tatsächlich gebauten Wohnungen anhand des Aufteilungsplans nicht mehr identifiziert oder zugeordnet werden können. Es entsteht diesem Urteil zufolge kein Sondereigentum, sondern ein isolierter Miteigentumsanteil am Gemeinschaftseigentum. Die Grenzen des Sonder- und Gemeinschaftseigentums müssen wegen des sachenrechtlichen Bestimmtheitsgrundsatzes klar voneinander getrennt werden können.
Gegenstände, die nach dem WEG im Sondereigentum stehen könnten, also sondereigentumsfähig sind, müssen durch die Teilungserklärung nicht zwingend dem Sondereigentum zugewiesen werden. Umgekehrt ist es jedoch nicht möglich, Sachen, die von Gesetzes wegen zwingend zum Gemeinschaftseigentum gehören, also nicht sondereigentumsfähig sind, dem Sondereigentum zuzuweisen. Der teilende Eigentümer hat also insoweit nur eine eingeschränkte Dispositionsmöglichkeit. So sind beispielsweise Heizungsrohre, die innerhalb einer Eigentumswohnung liegen, nur insoweit sondereigentumsfähig, als sie ausschließlich die Räume dieser Wohnung versorgen. Ein Heizungsstrang, an dem noch eine andere Wohnung „hängt“ oder mit dem auch nur der Heizkörper im Treppenhaus versorgt wird, steht dagegen zwingend im Gemeinschaftseigentum. Allerdings kann die Teilungserklärung auch die sondereigentumsfähigen Teile der Heizung, die jeweils nur einer Wohnung dienen (Leitungen, Heizkörper, Thermostatventile), auch im Gemeinschaftseigentum belassen.